# Amfibische vegetatie
Amfibische vegetatie is een vegetatietype waarin taxa van  planten en/of korstmossen domineren die zowel onder water als op het land kunnen overleven.
Uitgesproken vertegenwoordigers van amfibische vegetatietypen die in Nederland en Vlaanderen voorkomen zijn verenigd in de oeverkruid-klasse (Littorelletea) en de klasse van (spat)watergemeenschappen (Hymenelio-Fontinalietea).

## Fotogalerij

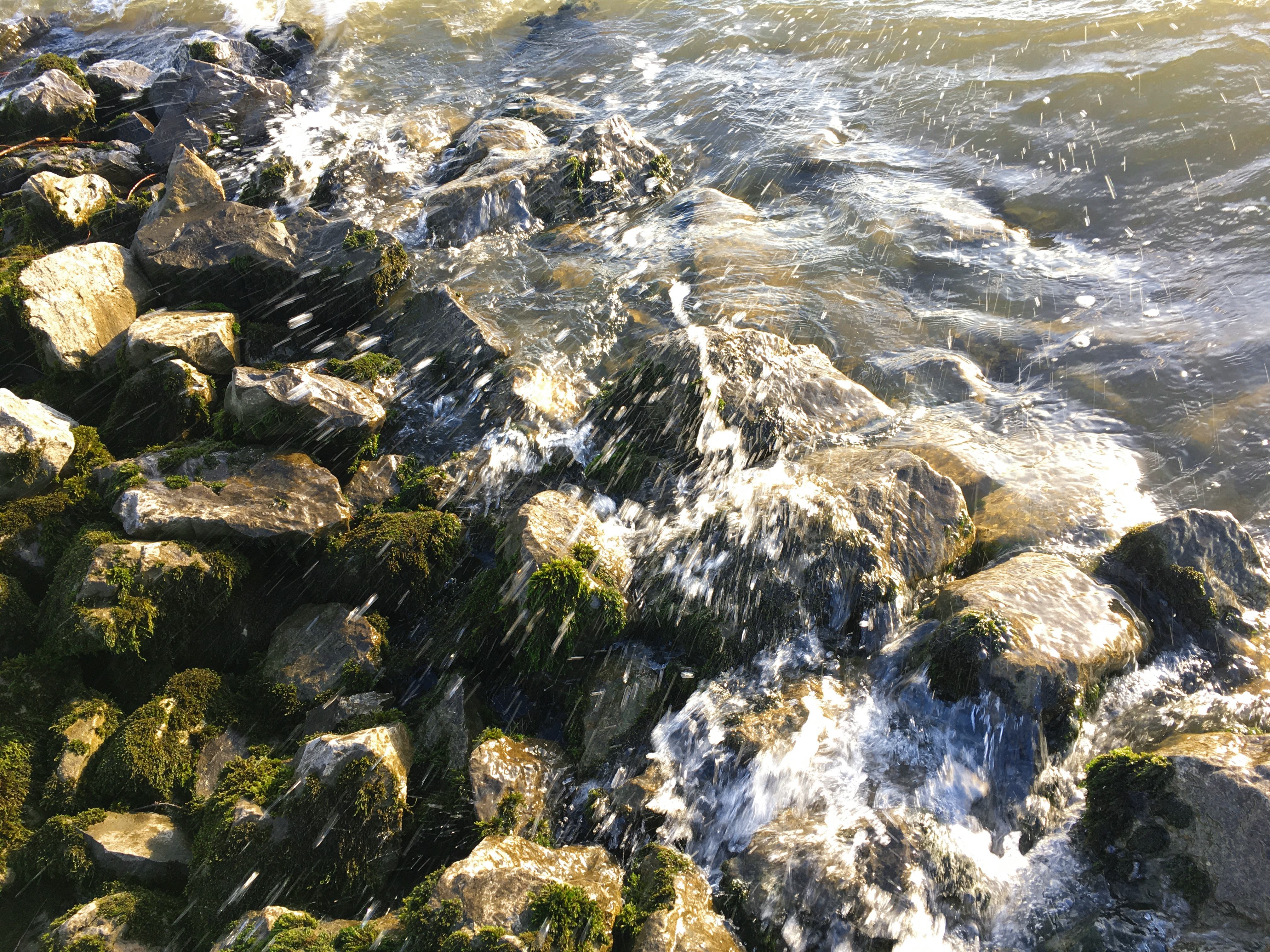
De kribbenmos-associatie, een door mossen gedomineerde amfibische vegetatie
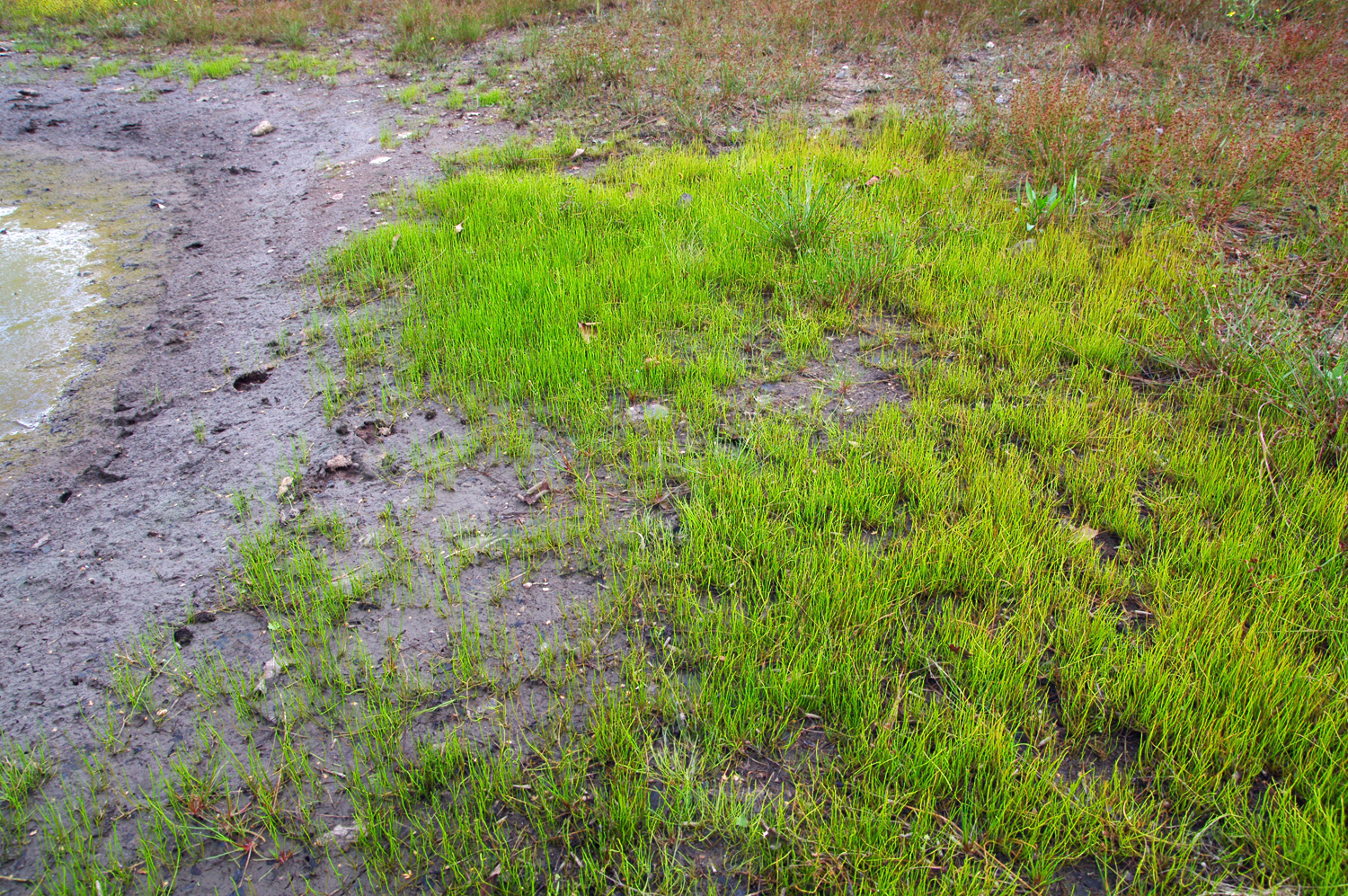
De pilvaren-associatie, een door varens gedomineerde amfibische vegetatie